# Ландсбергис-Жямкальнис, Витаутас
Ви́таутас Ла́ндсбергис-Жя́мкальнис (лит. Vytautas Landsbergis-Žemkalnis; 26 февраля [10 марта] 1893, д. Линкавичяй, Поневежский уезд, Ковенская губерния, Российская империя (ныне — Пакруойский район, Литва) — 21 мая 1993, Каунас, Литва) — литовский архитектор, общественный и политический деятель; отец литовского политика Витаутаса Ландсбергиса.

## Ранние годы
Родился в семье литовского театрального деятеля, публициста, активного участника литовского национального возрождения Габриелюса Ландсбергиса-Жямкальниса. В 1895 году семья переехала в Москву, где посещал начальную школу и гимназию. В 1904 году семья переехала в Вильну. Окончил реальную гимназию в Риге (1913) и Рижский политехнический институт (1916). В 1916 – 1917 гг. служил в Русской императорской армии. Окончил военное училище в Москве. В 1918 году добровольцем вступил в литовскую армию. Служил капитаном артиллерии, отличился в боях против отрядов Павла Бермондта-Авалова под Радзивилишками и был награждён Крестом Витисы (1919). В сентябре 1920 года в ходе литовско-польской войны попал в польский плен. Вернулся в Литву в октябре 1920 года. В 1922 году уволен в запас.
Учился в университете в Риме (1922—1925) и стал первым литовцем XX века, получившим архитектурное образование в Западной Европе. В 1927—1944 годах — ассистент и лектор в Литовском университете в Каунасе (с 1930 года — Университет Витаутаса Великого). По его проектам строились здания больниц в Паневежисе и Шяуляе, гимназий в Биржае и Паневежисе, ряд выдающихся зданий в Каунасе общественного и производственного назначения.

## Вторая мировая война
После передачи Вильно Литве читал лекции также в Вильнюсском университете.
В 1939—1944 годах — главный инженер-архитектор Вильнюса. В 1940 году после установления Советской власти, заявил о полной лояльности, прошел все проверки и был назначен главным архитектором Вильнюса.
В начале агрессии Германии против Советского Союза подпольный Фронт литовских активистов (Lietuvos aktyvistų frontas) сформировал Временное правительство Литвы во главе с полковником Казисом Шкирпой, бывшим послом независимой Литвы в Германии. Временное правительство объявило о своём существовании и восстановлении независимости государства 23 июня 1941 года, номинально просуществовав шесть недель. Витаутас Ландсбергис-Жямкальнис занимал в нём пост министра коммунального хозяйства. 19 июля подписал «акт о национализации еврейской собственности», по которому, среди прочего, «земля и дома, национализированные у евреев, иностранцев и других физических и юридических лиц, активно действовавших против интересов литовского народа, не должны быть возвращены прежним владельцам».
В то же время есть сведения, что Ландсбергис-Жямкальнис был связан с антинацистским подпольем, в частности с Юзасом Витасом. Жена Витаутаса Ландсбергиса-Жямкальниса Она Яблонските-Ландсбергене прятала в Каунасе 16-летнюю еврейскую девушку Беллу Гурвич, за что в 1995 году получила звание Праведника мира. Сын Витаутаса Ландсбергиса-Жямкальниса Габриэлюс Жямкальнис-Ландсбергис, вместе со своими одноклассниками Валдасом Адамкусом (будущим президентом Литвы) и Лютасом Гринюсом, сыном бывшего президента Литвы Казиса Гринюса выпустили 16 номеров подпольной газеты Jaunime, budėk! (Молодёжь, бди!). За это в мае 1944 года Габриэлюса арестовало гестапо, и его вывезли в Германию.

## Поздние годы
В 1945 году бежал в Германию. Работал учителем в литовской гимназии в Германии (1945—1949), одновременно — доцентом кафедры архитектуры в университете UNRRA (United Nations Relief and Rehabilitation Administration) в Мюнхене (1946—1949). В 1949 году эмигрировал в Австралию. Работал архитектором в Мельбурне, был председателем Фонда культуры литовцев Австралии (1952—1953).
В 1959 году вернулся в Литовскую ССР. Был прощён и принят на руководящую работу. Работал старшим архитектором Института городского и сельского строительства в Каунасе до самой персональной пенсии. 26 сентября 1991 ему было присвоено звание почётного гражданина Каунаса. Имя Витаутаса Ландсбергиса-Жямкальниса носит средняя школа в Паневежисе (с 1993) и аудитория в Вильнюсском техническом университете имени Гедиминаса.
В 1991 году удостоен звания Почётного гражданина города Каунас (1991).
Похоронен на Пятрашюнском кладбище.